# That that is is that that is not is not is that it it is

That that is is that that is not is not is that it it is секвенца је речи у енглеском језику која демострира синтаксичку вишесмисленост. Користи као пример који илуструје важност правилне интерпункције.
Низ може да се схвати као један од двају низова, од којих сваки представља четири засебне реченице; уводећи знакове интерпункције то игледа овако:
Слободни превод, узимајући у обзир то да је немогуће постићи исти ефекат као у енглеском језику због ограничења у превођењу, био би:
То што јесте, јесте. То што није, није. Је ли то то? Јесте.
То што јесте, јесте то да јесте. Не је не. Је ли то то? Јесте.
Овиме се повезује једноставна „филозофска” изрека у стилу Парменида да све што јесте — јесте, а да било шта што не постоји — није. Фраза је записана у Бруеровом речнику фразе и басне (енгл. Brewer's Dictionary of Phrase and Fable).
Ова фраза такође се појавила и у америчком филму Чарли (енгл. Charly), написана да би се главном лику — Чарлијевом наставнику — демонстрирала интерпункција, у сцени где жели да се покаже како је хируршка операција направљења да се лик учини паметнијим успела.